# 唯我獨尊：復仇
《唯我獨尊：復仇》（英語：Kickboxer: Vengeance）是一部2016年美國武打片，由約翰·史塔威爾執導，迪米特里·洛戈塞蒂斯和吉米·麥葛斯（Jim McGrath）共同撰寫劇本，其主演包括阿藍·姆斯、尚-克勞德·范·達美、戴夫·巴帝斯塔、吉娜·卡拉諾、喬治·聖皮耶及達倫·薛拉維。該片為《唯我獨尊》系列電影的第六部作品，同時也是該系列的重啟；其中，首集主角范·達美回歸出演不同的角色。故事描述克爾·史隆（Kurt Sloane，姆斯飾演）為了替在擂台上戰死的兄長復仇而開始在泰國展開受訓。
《唯我獨尊：復仇》由RLJ娛樂（RLJ Entertainment）定於2016年9月2日在美國以有限上映和VOD發行。該片為演員薛拉維的遺作，他於2015年初過世。續集《唯我獨尊：反擊》於2018年推出。

## 劇情
故事敘述克爾和兄長艾瑞克·史隆都是負有天賦的拳擊手，且克爾一直希望能像兄長一樣優秀。某日，艾瑞克前往泰國參加一場地下格鬥比賽，但卻遭到對手東波擊敗並無情地將其殺死。這使悲催的克爾為了幫兄長復仇，而向兄長的泰拳教練杜蘭拜師學藝，展開地獄般的訓練，以作好向東波對決的準備。

## 演員
- 阿藍·姆斯飾演克爾·史隆（Kurt Sloane）
- 尚-克勞德·范·達美飾演杜蘭師傅（Master Durand）
- 戴夫·巴帝斯塔飾演東波（Tong Po）
- 吉娜·卡拉諾飾演瑪麗亞（Marcia）
- 喬治·聖皮耶飾演凱維（Kavi）
- 達倫·薛拉維飾演艾瑞克·史隆（Eric Sloane）
- 莎拉·瑪拉庫爾·連妮飾演莉烏（Liu）
- 凱恩·維拉斯奎茲（英语：Cain Velasquez）飾演酒吧的鬥士
- 法布雷西歐·溫頓（英语：Fabrício Werdum）飾演鬥士
- 麥可·奎西（英语：Michel Qissi）飾演囚犯（未掛名客串）

## 發行
《唯我獨尊：復仇》最先於加拿大奇幻影展上進行全球首映，後由RLJ娛樂（RLJ Entertainment）定於2016年9月2日在美國以有限上映和VOD發行。而臺灣和香港則以DVD首映的方式發行。

## 外部連結
- 官方网站
- 互联网电影数据库（IMDb）上《唯我獨尊：復仇》的资料（英文）
- 爛番茄上《唯我獨尊：復仇》的資料（英文）